# إدغار آدامز
إدغار آدامز (بالإنجليزية: Edgar Adams) هو غطاس وعالم عملات وعالم آثار وسباح أمريكي، ولد في 7 أبريل 1868 في بنسيلفانيا في الولايات المتحدة، وتوفي في 5 مايو 1940 في بايفيل في الولايات المتحدة.

## روابط خارجية
- إدغار آدامز على موقع أوليمبيديا (الإنجليزية)